# Șimocești
Șimocești – wieś w Rumunii, w okręgu Alba, w gminie Sohodol. W 2011 roku liczyła 29 mieszkańców.